# Buckpasser
Buckpasser, född 1963, död 1978, var ett engelskt fullblod, mest känd för att ha utsetts till American Horse of the Year 1966, samt för att ha blivit utsedd till ledande avelsmorfader i Nordamerika tre gånger (1983, 1984, 1989).

## Karriär
Buckpasser var en brun hingst efter Tom Fool och under Busanda (efter War Admiral). Buckpasser föddes upp på Claiborne Farm i Paris, Kentucky och ägdes av Ogden Phipps. Han tränades under tävlingskarriären av William C. Winfrey och Edward A. Neloy.
Buckpasser tävlade mellan 1965 och 1967, och sprang totalt in 1 462 014 dollar på 31 starter, varav 25 segrar, 4 andraplatser och 1 tredjeplats. Han tog karriärens största segrar i Champagne Stakes (1965), Hopeful Stakes (1965), National Stallion Stakes (1965), Tremont Stakes (1965), Flamingo Stakes (1966), Jockey Club Gold Cup (1966), Arlington Classic (1966), Woodward Stakes (1966), Lawrence Realization Stakes (1966), Leonard Richards Stakes (1966), Travers Stakes (1966), American Derby (1966), Everglades Stakes (1966) och San Fernando Stakes (1967).
Av sina 25 segrar tog han 15 av de i rad. Buckpasser fick fem Eclipse Awards mellan 1965 och 1967 och valdes in i Horse Racing Hall of Fame 1970.

### Som avelshingst
Efter tävlingskarriären syndikerades Buckpasser för 4,8 miljoner dollar (150 000 dollar per andel). Han stallades upp som avelshingst på Claiborne Farm i Paris, Kentucky där han föddes. Under 11 år blev han far till 313 föl, varav 35 vann stakeslöp.
Buckpasser var en ledande avelsmorfader i Nordamerika 1983, 1984 och 1989. Han är bland annat morfar till Easy Goer, Slew o' Gold, Coastal, Touch Gold och With Approval. Han är även morfar till ett flertal inflytelserika avelshingstar, bland annat Seeking The Gold, Miswaki och Woodman.
Buckpasser dog 1978 vid 15 års ålder och är begravd på Claiborne Farm.